# 水帘洞石窟
水帘洞石窟，位于中华人民共和国甘肃省天水市武山县，2001年6月25日公布为第五批全国重点文物保护单位，类型为石窟寺及石刻。